# Asclepia Gandolfo
Asclepia Gandolfo, talvolta anche Asclepiade (Imperia, 22 luglio 1864 – Roma, 31 agosto 1925), è stato un generale italiano.

## Biografia
Sposato con Maria Martini nel 1894, era rimasto vedovo l'anno seguente, e nel 1905 si risposò con Teresa Manfredi. Massone, fece parte della loggia "Giuseppe Mazzini" di San Remo, "ma se ne era dimesso perché essa era così repubblicana da rendere impossibile la presenza di militari". Uscì dall'Accademia militare di Modena nel 1885 come sottotenente. Capitano dei bersaglieri nel 1898, e nel 1907 fu, come comandante del 1º battaglione bersaglieri ciclisti, tra i promotori della specialità. Allo scoppio della prima guerra mondiale, da tenente colonnello fu posto al comando del 10º reggimento fanteria.
Nel 1916 ottenne la medaglia d'argento al valor militare e la promozione a maggiore generale con il comando della Brigata Pisa. Nel 1917 comandò la 31ª divisione. Nel giugno 1918 fu promosso tenente generale e comandante dell'VIII corpo d'armata. A Fiume nel settembre 1919 si rifiutò di far sparare dalle sue truppe ai legionari di D'Annunzio durante la marcia di Ronchi. Per questo dal governo Nitti nel 1920 fu posto in ausiliaria. Nel 1921 aderì al partito nazionale fascista. Presso la sua residenza, a Oneglia, fu redatto, insieme a Italo Balbo, Dino Perrone Compagni ed a Ulisse Igliori, il primo regolamento delle camicie nere.
Membro del Gran consiglio del fascismo, fu nominato da Mussolini nel gennaio 1923 prefetto di Cagliari e nel maggio 1924, rientrato nei ranghi dell'esercito, fu nominato generale di corpo d'armata. Il dittatore intendeva avvalersi della sua esperienza per estendere in Sardegna i consensi del Partito nazionale fascista, attingendo negli ex combattenti che avevano intanto formato il Partito Sardo d'Azione. Gandolfo riuscì nell'intento tanto che, nelle elezioni dell'aprile 1924, il "listone" ottenne nel capoluogo sardo il 61% dei consensi.
Dopo il delitto Matteotti e le successive dimissioni del generale Emilio De Bono dalla carica di comandante della Milizia volontaria per la sicurezza nazionale, il 30 novembre 1924 Mussolini chiamò a sostituirlo lo stesso Gandolfo. Nei nove mesi in cui restò in carica, Gandolfo non fece tuttavia in tempo a incidere significativamente sulla riorganizzazione della Milizia: morì infatti a Roma il 31 agosto 1925, a 61 anni, per un improvviso aggravamento dei postumi delle lesioni che aveva subito durante la Grande Guerra. Qualche mese prima di morire, più precisamente l'8 febbraio, era stato nominato motu proprio da Vittorio Emanuele III grande ufficiale dell'Ordine dei Santi Maurizio e Lazzaro.